# Osorkon IV
Usermaatre Osorkon IV là pharaon cuối cùng của Vương triều thứ 22 trong lịch sử Ai Cập cổ đại. Thời gian trị vì của ông gắn liền với những biến động đầy hỗn loạn, khi vua Piye của vương quốc Kush và đế quốc Tân Assyria tranh nhau xâu xé Ai Cập. Niên đại của Osorkon IV kéo dài khoảng 15 năm.

## Thân thế
Một cái khiên nhỏ bằng electrum của một hoàng hậu tên là Tadibast III được tìm thấy tại Bubastis có khắc dòng chữ như sau: "Con trai của Ra, Osorkon, mãi mãi". Trong số các vua mang tên Osorkon, chỉ có Osorkon IV là không rõ tên mẹ, vì thế Tadibast được xem là mẹ ruột của vị vua này. Hơn nữa, Shoshenq V là vua tiền nhiệm của Osorkon IV, vì thế Osorkon cũng có thể là con của Shoshenq.

## Danh hiệu
Ngoài tên riêng Osorkon được cho là của ông trên cái khiên của hoàng hậu Tadibast III, nhiều công trình, kỷ vật cũng mang cùng một cái tên này, chẳng hạn như một con ấn bằng sứ và một khối gạch được trưng bài tại Leiden. Theo Frederic Payraudeau, đó có thể thuộc về vị vua Osorkon Già của Vương triều thứ 21, chứ không phải Osorkon IV do tên ngai của ông không được biết đến.
Vào khoảng năm 2010 - 2011, đoàn khảo cổ đến từ Pháp đã phát hiện 2 khối gạch có mang tên một vị vua Usermaa(t)re Osorkonu tại đền thờ thần Mut. Ban đầu, cái tên này được gán cho Osorkon III, nhưng sau đó vào năm 2014, dựa vào kiểu dáng viên gạch, Aidan Dodson đã bác bỏ giả thuyết trên và tuyên bố rằng đây là tên ngai của Osorkon IV.
Một bức tượng bằng sứ trong đến từ Memphis hiện được trưng bày tại Bảo tàng Petrie có mang cái tên Usermaatre, được cho là của một trong số các vua thuộc triều đại sau, nhưng có nhiều khả năng là của Osorkon IV.

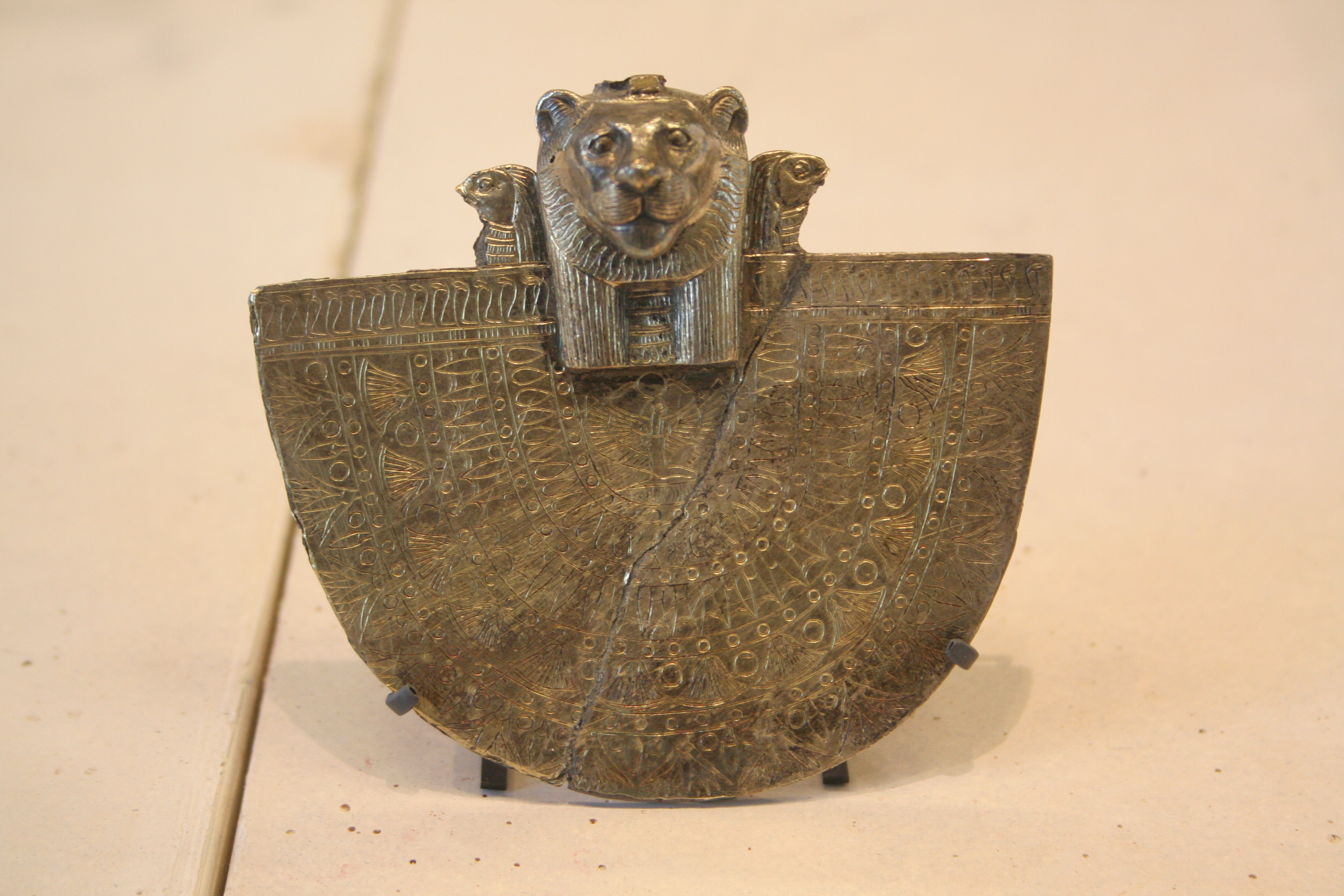
Tấm khiên của hoàng hậu Tadibast III. Trên đó có mang tên của Osorkon IV

## Trị vì
Lãnh thổ của Osorkon IV bị giới hạn trong phạm vi Tanis và Bubastis, cả vùng đồng bằng phía đông sông Nin.
Khoảng năm 729 - 728 TCN, Osorkon IV phải đối mặt với sự nổi dậy của pharaon Piye thuộc Vương triều thứ 25. Cùng với các nhà cai trị khác của Hạ Ai Cập và Trung Ai Cập, Nimlot của Hermopolis và Iuput II của Leontopolis, Osorkon IV đã gia nhập đồng minh do vua Tefnakht thuộc Vương triều thứ 24 đứng đầu để chống lại quân Nubia. Thế nhưng lực lượng của Piye quá mạnh khiến họ phải đầu hàng quy phục. Tuy nhiên, Osorkon IV và những vua khác vẫn được phép giữ lại đất và quyền hạn của họ.
Năm 720 TCN, một cuộc nổi loạn chống lại vua của Assyria Sargon II do vua Hanno của Gaza dẫn đầu. Vị vua này đã cầu viện đến một "pharaon Ai Cập", chính là Osorkon IV. Osorkon đã cho gửi một đội quân đến giúp sức cho vương quốc láng giềng của mình. Tuy nhiên, liên minh nổi loạn này đã bị đánh bại trong trận chiến tại Rafah.
Năm 716 TCN, Sargon II đã tiến đến gần biên giới của Ai Cập. Cảm thấy bị đe dọa, Osorkon đã đích thân đến gặp vị vua Assyria này nhằm mục đích cầu hòa và dâng nạp cống phẩm là 12 con ngựa to lớn. Sargon lấy làm hài lòng và đã không tấn công Ai Cập.
Kể từ sau năm 716 TCN, Osorkon IV không được nhắc đến trong bất cứ văn bản nào. Có lẽ ông đã mất vào trước đó.